# Jednolistovke
Jednolistovke (lat. Ophioglossaceae), biljna porodica u redu jednolistovke (Ophioglossales), razred Psilotopsida. Jednolistovke su papratnjače koje su ima dobile po rodu jednolist ili zmijin jezik (Ophioglossum), a u Hrvatskoj su poznate zimski jednolist (Ophioglossum lusitanicum), kritično ugrožena vrsta; ljetni jednolist (Ophioglossum vulgatum); i Ophioglossum azoricum.
Jedniolistovke su podijeljene na 4 potporodice sa oko 120 vrsta

## Opis
Ophioglossaceae, porodica od četiri ili pet rodova i oko 100 vrsta primitivnih paprati (red Ophioglossales). Biljke su uglavnom kopnene s nekoliko epifitskih vrsta i nalaze se u tropskim i umjerenim regijama. Taksonomija grupe je sporna.
Njegove članove karakteriziraju listovi (listovi) koji su podijeljeni na dva dijela, sterilnu zelenu oštricu i plodni klas sa strukturama za proizvodnju spora (Sporangiji) ugrađenim u njegova tkiva. Većina vrsta proizvodi samo jedno takvo lišće svake sezone. Kao eusporangijatne paprati, sporangiji nastaju iz nekoliko epidermalnih stanica—a ne iz jedne stanice kao kod uobičajenih leptosporangijatnih paprati iz razreda Polypodiopsida. Odvojeni rodovi razlikuju se uglavnom po položaju i strukturi sporangija.
Rod Ophioglossum (jednolist, na eng. nazivan “paprat gujinog jezika”), s 46 tropskih i umjerenih vrsta, ima sporangije u dva reda blizu vrha obično nerazgranatog uskog plodnog klasa. Skupina je zanimljiva jer njezini članovi imaju najveći broj kromosoma od svih organizama poznatih znanosti; O. reticulatum ima 1440 kromosoma. Najmanja kopnena paprat na svijetu je indijska vrsta (O. malviae), koja doseže prosječnu veličinu od samo 1-1,2 cm (0,39-0,47 inča).
U rod Botrychium, s oko 50 vrsta, rasprostranjenih diljem svijeta. “Čegrtušina Paprat” (B. virginianum) iz Sjeverne Amerike ponekad se svrstava u rod Botrypus.
Preostali rodovi su monotipski, što znači da se svaki sastoji od jedne vrste. Helminthostachys zeylanica na Šri Lanki i regijama koje se protežu od Himalaja do Queenslanda u Australiji ima sporangije u malim skupinama s obje strane plodnog klaska. Mankyua chejuense endem je otoka Cheju u Južnoj Koreji.

## Potporodice i rodovi
1. Botrychioideae C. Presl
  1. Botrychium Sw., mjesečinac, botrihijum
  2. Botrypus Michx.
  3. Japanobotrychum Masam.
  4. Sahashia Li Bing Zhang & Liang Zhang
  5. Sceptridium Lyon
2. Helminthostachyoideae C. Presl
  1. Helminthostachys Kaulf.
3. Mankyuoideae J. R. Grant & B. Dauphin
  1. Mankyua B. Y. Sun, M. H. Kim & C. H. Kim
4. Ophioglossoideae C. Presl
  1. Cheiroglossa C. Presl
  2. Ophioderma (Blume) Endlicher
  3. Ophioglossum L., jednolist, zmijin jezik
  4. Rhizoglossum C. Presl